# Aphidoidea
Los áfidos (Aphidoidea), llamados también comúnmente pulgones, son una superfamilia de insectos fitopatógenos del suborden Sternorrhyncha. Existen alrededor de 4000 especies de áfidos en una sola familia viviente, Aphididae. Hay varias familias fósiles. Unas 250 especies son plagas para los cultivos agrícolas y forestales, así como para la jardinería.

## Descripción
Poseen un tamaño que oscila entre 1-10 mm. Anatómicamente, su característica más relevante es la posesión de un estilete en su aparato bucal, estructura capaz de atravesar la epidermis de las plantas hasta llegar al floema: mediante succión, los áfidos liban la savia vegetal.
Tienen patas finas y largas, el tarso con dos uñas. La gran mayoría tienen dos tubos, cornículos, en el quinto segmento abdominal. Segregan sustancias cerosas y compuestos defensivos.
Sus hábitos alimentarios son la causa de su carácter fitopatógeno: provocan un retraso en el crecimiento de las plantas huéspedes debido a su parasitismo; además, pueden transmitir agentes fitopatógenos, es decir, actúan como vectores.

## Ciclo vital

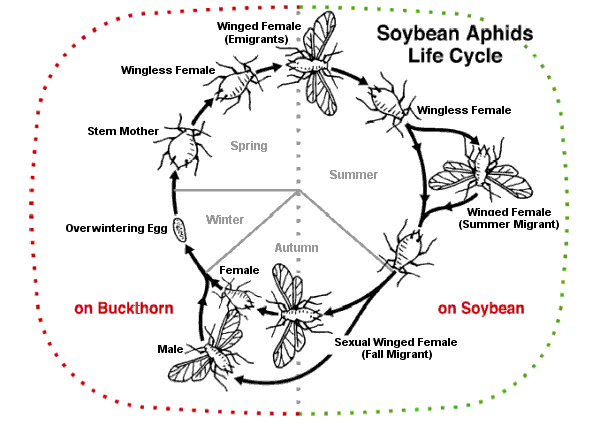
Ciclo vital del pulgón de la soja (Aphis glycines) alterna entre diferentes huéspedes y entre reproducción sexual y asexual. En sentido de las agujas del reloj: hembra áptera, hembra alada (migrante de verano), hembra alada sexual (migrante de otoño), hembra y macho, huevo invernante, hembra fundadora, hembra áptera, hembra alada (migrante). En rojo: soja (derecha), Rhamnus (izquierda).

La estrategia reproductiva más simple de los áfidos es tener un solo huésped en todo el año. En este puede alternar entre generaciones con reproducción sexual y asexual (holocíclico) o en cambio tener solamente reproducción asexual o partenogenética (anholocíclico). Algunas especies tienen poblaciones holocíclicas y anholocíclicas según las circunstancias, pero no se conoce ninguna especie de áfidos que tenga solamente reproducción sexual. Es posible que la alternancia de generaciones sexuales y asexuales haya evolucionado repetidamente.
Sin embargo, la reproducción de los áfidos es frecuentemente más compleja e incluye migraciones entre diferentes plantas huéspedes. En aproximadamente 10 % hay alternancia entre plantas huéspedes arbóreas (huésped primario) en que los pulgones pasan el invierno y plantas herbáceas (huésped secundario), donde se reproducen en gran cantidad en el verano. Unas pocas especies tienen una casta de soldados (polifenismo) según las condiciones ambientales y algunas controlan las proporciones de los sexos de la progenie, también según las condiciones ambientales.
En una estrategia reproductiva típica, solo hay hembras en la población al comienzo del ciclo estacional (si bien en algunas especies se observan machos y hembras en esta época). Los huevos que invernaron producen solo hembras que son llamadas fundadoras; son vivíparas y partenogenéticas (no hay machos y no necesitan ser fecundadas). La progenie es producida por viviparidad pseudoplacentaria, que consiste en el desarrollo de los huevos carentes de yema; los embriones se alimentan de un tejido que tiene la función de placenta. Los recién nacidos emergen de la madre inmediatamente de hacer eclosión del huevo. Los huevos se producen sin que haya meiosis y son partenogenéticos y las hijas son todas clones de la madre (telitoquia). Los embriones se desarrollan dentro de las ovariolas de la madre, así esta da a nacer ninfas hembras del primer estadio.

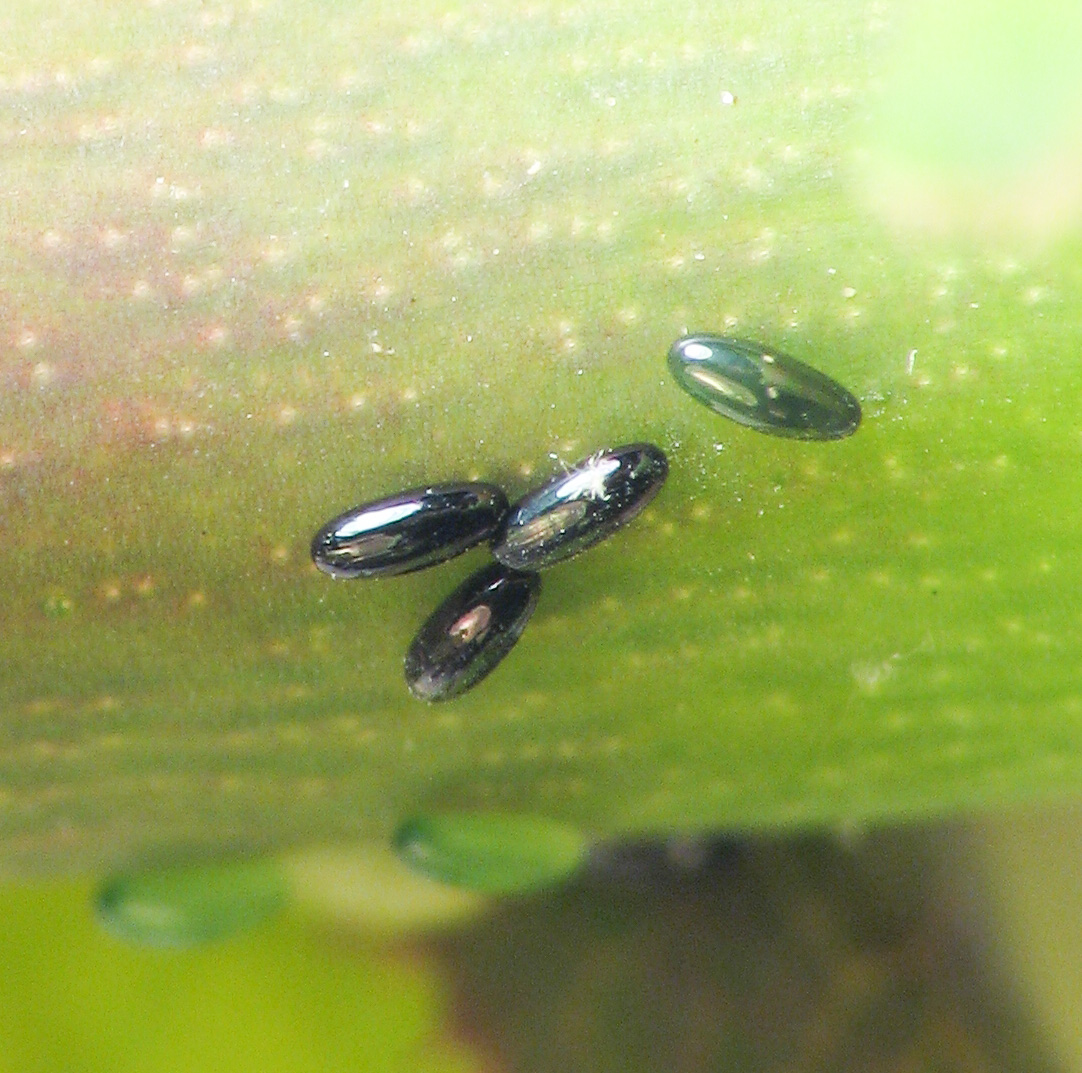
Huevos de Macrosiphum en rosal

Como los huevos comienzan a desarrollarse inmediatamente después de la ovulación, una hembra adulta puede llevar ninfas hembras, que a su vez ya están desarrollando embriones partenogenéticos (es decir que tales ninfas nacen embarazadas con la generación siguiente). Este fenómeno permite que los áfidos se reproduzcan a gran velocidad. Los recién nacidos son muy semejantes a los adultos a excepción del tamaño. Así, la dieta de una hembra puede afectar el tamaño y el ritmo de nacimientos de más de dos generaciones (hijas y nietas).
Este proceso se repite durante el verano, produciendo múltiples generaciones que típicamente viven entre 20 y 40 días. Por ejemplo algunas especies de pulgones del repollo (como Brevicoryne brassicae) pueden producir 41 generaciones de hembras en una estación. Así, una hembra nacida en la primavera podría, en teoría, llegar a producir miles de millones de descendientes, si todos sobrevivieran.

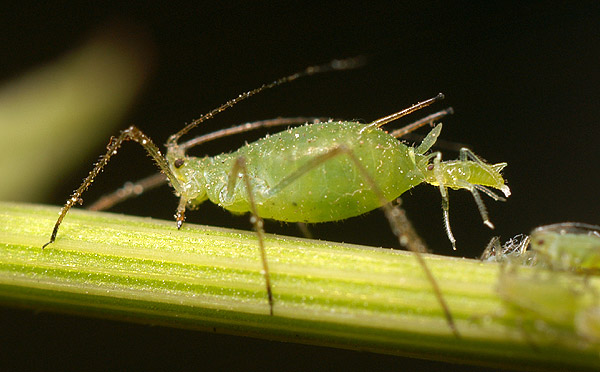
Áfido pariendo ninfas.

En otoño los áfidos se reproducen sexualmente y producen huevos. Los factores ambientales, tales como el cambio de fotoperíodo y la temperatura, o tal vez alimento de baja calidad, lleva a las hembras a producir hembras sexuales y machos. Los machos son genéticamente iguales a sus madres, excepto que en áfidos el sistema de determinación del sexo XO hace que los machos tengan un cromosoma menos que las hembras (el cromosoma sexual). Estos áfidos sexuales pueden carecer de alas y aun de piezas bucales. Estos machos y hembras se aparean y las hembras depositan huevos que (a diferencia de otras generaciones) se desarrollan fuera del cuerpo de la madre. Los huevos pasan el invierno y eclosionan como hembras aladas o ápteras la primavera siguiente. Un ejemplo típico de la familia es el pulgón del rosal (Macrosiphum rosae). No obstante, en climas tropicales o en invernaderos los pulgones pueden pasar muchas generaciones sin tener individuos sexuales y reproducción por huevos.
Los pulgones que se reproducen asexualmente pueden tener descendientes alados y ápteros que son genéticamente idénticos. El control es complejo; algunos áfidos alternan durante el ciclo vital entre polimorfismo (de control genético) y polifenismo (de control ambiental) en la producción de formas aladas y sin alas. En general, la tendencia es de producir individuos alados cuando las condiciones son desfavorables. Algunas especies producen descendientes alados en respuesta a alimentación de baja calidad o escasa, por ejemplo cuando la planta huésped comienza a envejecer. Las hembras aladas emigran para iniciar colonias en otra planta huésped. Por ejemplo, el pulgón de la manzana (Aphis pomi), después de producir muchas generaciones de hembras ápteras da lugar a formas aladas que vuelan a otras ramas u otros árboles de su planta hospedera típica.
Los pulgones que son atacados por coccinélidos, neurópteros, avispas parasitoides u otros depredadores pueden cambiar la dinámica de la producción de prole. Cuando están siendo atacados producen feromonas de alarma, en particular farneseno beta, que liberan por sus cornículos. Estas feromonas inducen varios cambios de comportamiento según la especie de áfido, que pueden incluir caminar alejándose del peligro o dejarse caer de la planta. Además las feromonas de alarma pueden inducir la producción de progenie alada que puede abandonar la planta en busca de otro lugar más seguro.
Las infecciones virales además de ser extremadamente dañinas para los pulgones pueden llevar a la producción de progenie alada. Por ejemplo, la infección con Densovirus tiene un impacto negativo en la reproducción del pulgón de los manzanos Dysaphis plantaginea (Dysaphis plantaginea), pero contribuye al desarrollo de individuos alados, que pueden transmitir más fácilmente el virus a otras plantas huéspedes. Además las bacterias simbióticas que viven en el interior de los áfidos también pueden alterar las estrategias reproductivas basadas en exposición a estreses ambientales.

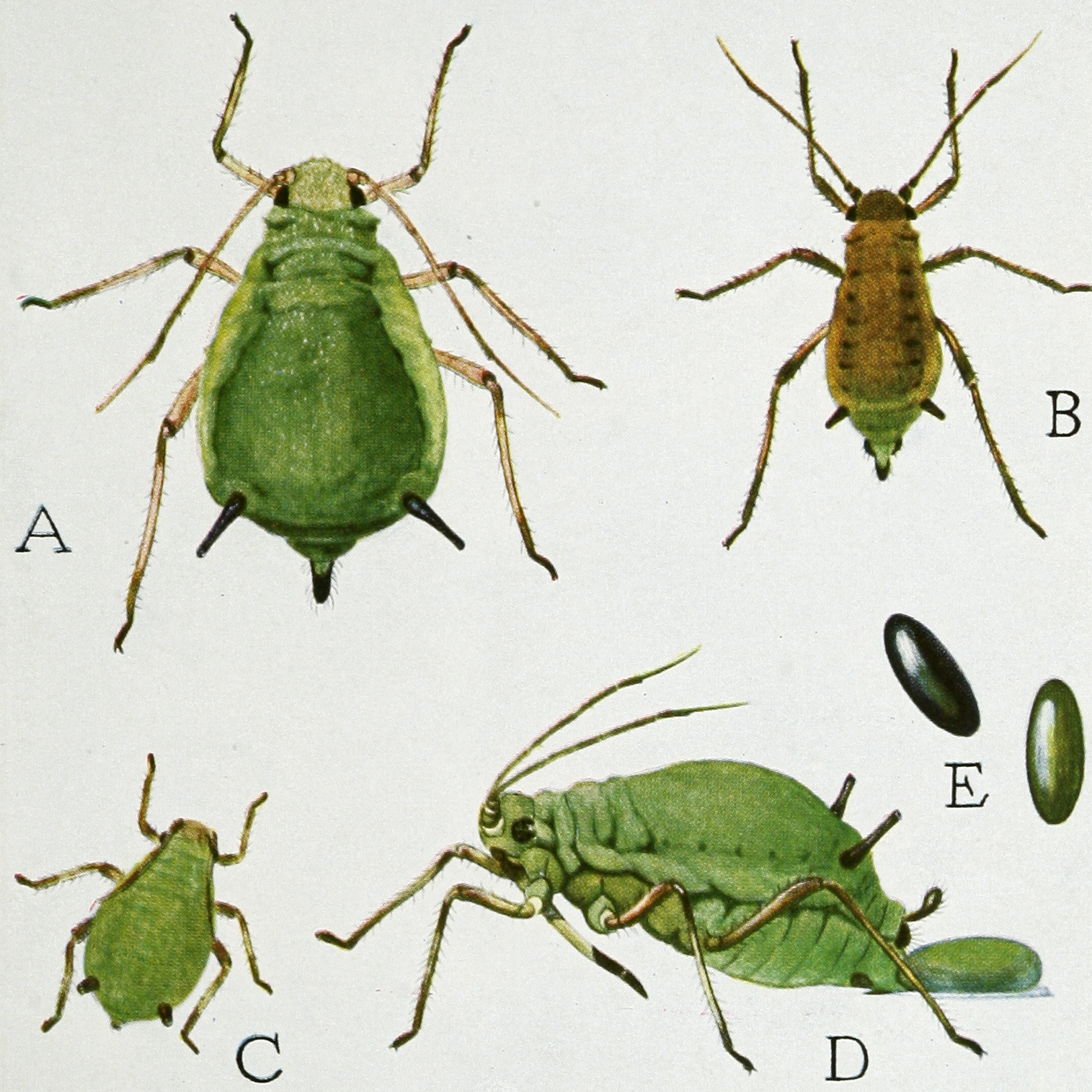
Estadios del pulgón del manzano (Aphis pomi). Dibujo de Robert Evans Snodgrass, 1930. A. Hembra sexual adulta. B. Macho. C. Hembra inmadura. D. hembra depositando un huevo. E. Huevos.

En otoño las especies de pulgones que tienen huéspedes alternativos (héteroecios) producen una generación alada que vuela a una planta huésped diferente donde tiene lugar la parte sexual del ciclo vital. Se producen hembras ápteras y machos y tiene lugar la producción de huevos. Algunas especies, como Aphis fabae, Metopolophium dirhodum, Myzus persicae (pulgón del melocotonero) y Rhopalosiphum padi son graves plagas. Pasan el invierno en su huésped primario en árboles o arbustos; en verano emigran al huésped secundario, que generalmente es una planta herbácea, a menudo plantas de importancia agrícola; después la ginopara regresa a los árboles en otoño. Otro ejemplo es el pulgón de la soja (Aphis glycines), cuando se acerca el otoño la planta de soja envejece desde la base hacia arriba. Los pulgones emigran hacia las partes más altas de la planta y comienzan a producir generaciones aladas, primero hembras y después machos, que vuelan a su huésped primario (especies de Rhamnus) donde se aparean y producen huevos que pasan el invierno.

## Distribución
Los áfidos tienen una distribución mundial, pero son más comunes en las regiones templadas. En contraste con muchos otros taxones de animales, los áfidos tienen menor diversidad en los trópicos. Pueden migrar grandes distancias, principalmente por dispersión pasiva por medio del viento. Los áfidos alados pueden llegar a alturas de 600 metros donde son llevados por fuertes vientos. Por ejemplo, se cree que Nasonovia ribisnigri ha sido transportado de Nueva Zelanda a Tasmania alrededor del año 2004 por el viento.
También muchos áfidos han sido transportados por los humanos con materiales vegetales, causando que algunas especies lleguen a tener distribución casi cosmopolita.

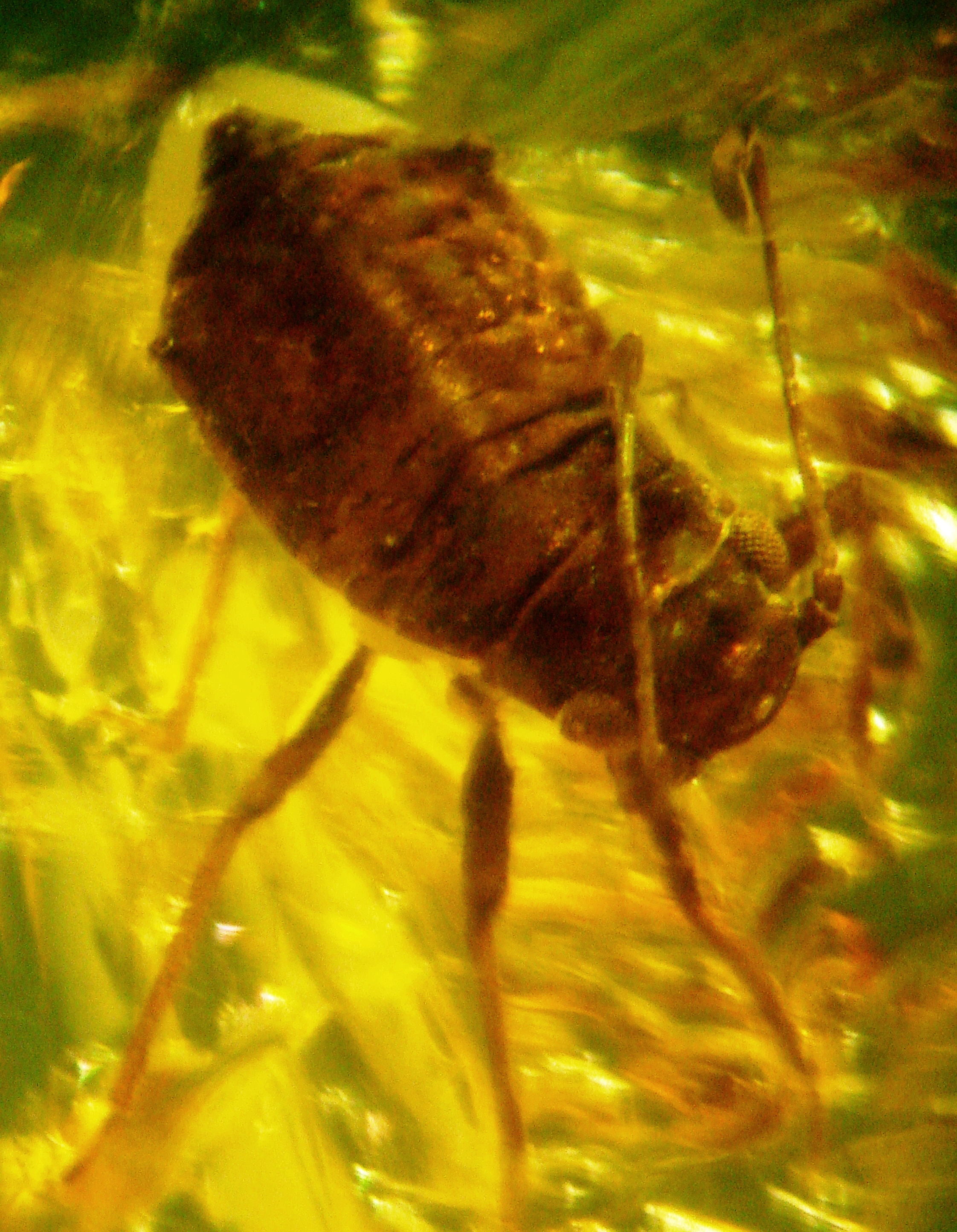
Áfido en ámbar báltico (Eoceno)

## Evolución
La mayoría de las familias de Aphidoidea son extintas, hay una sola familia viviente, Aphididae. Dos familias relacionadas, Phylloxeridae y Adelgidae, se encuentran situadas en la superfamilia Phylloxeroidea.
Aunque la evidencia fósil sugiere que Aphidoidea se diversificó al tiempo que lo hacían las primeras angiospermas, en el Cretácico temprano, podría ser que la familia fuera mucho más antigua. De hecho, los Prociphilini (Pemphigidae), Mindarus (Mindaridae) y Neophyllis (Drepanosiphidae) podrían ser más antiguos que las coníferas. Se considera el mínimo estimado en la edad del taxón en 140 millones de años, si bien se postula una edad de 200 millones. La mayoría de las familias de áfidos se extinguieron en el límite K-T (entre el Cretácico y el Terciario), junto con los dinosaurios y otros taxones; después, radiaron en el Mioceno.

## Taxonomía

### Externa
| Phylloxeroidea | \| \| Phylloxeridae \| \| \| \| \| \| Adelgidae \| \| \| \| |
|                | \| \| Phylloxeridae \| \| \| \| \| \| Adelgidae \| \| \| \| |
| Aphidoidea     | Aphididae (áfidos)                                          |
|                | Aphididae (áfidos)                                          |
|                | Phylloxeridae                                               |
|                |                                                             |
|                | Adelgidae                                                   |
|                |                                                             |

|  | Phylloxeridae |
|  |               |
|  | Adelgidae     |
|  |               |

| Phylloxeroidea | \| \| Phylloxeridae \| \| \| \| \| \| Adelgidae \| \| \| \| |
|                | \| \| Phylloxeridae \| \| \| \| \| \| Adelgidae \| \| \| \| |
| Aphidoidea     | Aphididae (áfidos)                                          |
|                | Aphididae (áfidos)                                          |
|                | Phylloxeridae                                               |
|                |                                                             |
|                | Adelgidae                                                   |
|                |                                                             |

|  | Phylloxeridae |
|  |               |
|  | Adelgidae     |
|  |               |

| Phylloxeroidea | \| \| Phylloxeridae \| \| \| \| \| \| Adelgidae \| \| \| \| |
|                | \| \| Phylloxeridae \| \| \| \| \| \| Adelgidae \| \| \| \| |
| Aphidoidea     | Aphididae (áfidos)                                          |
|                | Aphididae (áfidos)                                          |
|                | Phylloxeridae                                               |
|                |                                                             |
|                | Adelgidae                                                   |
|                |                                                             |

|  | Phylloxeridae |
|  |               |
|  | Adelgidae     |
|  |               |

| Phylloxeroidea | \| \| Phylloxeridae \| \| \| \| \| \| Adelgidae \| \| \| \| |
|                | \| \| Phylloxeridae \| \| \| \| \| \| Adelgidae \| \| \| \| |
| Aphidoidea     | Aphididae (áfidos)                                          |
|                | Aphididae (áfidos)                                          |
|                | Phylloxeridae                                               |
|                |                                                             |
|                | Adelgidae                                                   |
|                |                                                             |

|  | Phylloxeridae |
|  |               |
|  | Adelgidae     |
|  |               |

| Phylloxeroidea | \| \| Phylloxeridae \| \| \| \| \| \| Adelgidae \| \| \| \| |
|                | \| \| Phylloxeridae \| \| \| \| \| \| Adelgidae \| \| \| \| |
| Aphidoidea     | Aphididae (áfidos)                                          |
|                | Aphididae (áfidos)                                          |
|                | Phylloxeridae                                               |
|                |                                                             |
|                | Adelgidae                                                   |
|                |                                                             |

|  | Phylloxeridae |
|  |               |
|  | Adelgidae     |
|  |               |

| Phylloxeroidea | \| \| Phylloxeridae \| \| \| \| \| \| Adelgidae \| \| \| \| |
|                | \| \| Phylloxeridae \| \| \| \| \| \| Adelgidae \| \| \| \| |
| Aphidoidea     | Aphididae (áfidos)                                          |
|                | Aphididae (áfidos)                                          |
|                | Phylloxeridae                                               |
|                |                                                             |
|                | Adelgidae                                                   |
|                |                                                             |

|  | Phylloxeridae |
|  |               |
|  | Adelgidae     |
|  |               |

| Phylloxeroidea | \| \| Phylloxeridae \| \| \| \| \| \| Adelgidae \| \| \| \| |
|                | \| \| Phylloxeridae \| \| \| \| \| \| Adelgidae \| \| \| \| |
| Aphidoidea     | Aphididae (áfidos)                                          |
|                | Aphididae (áfidos)                                          |
|                | Phylloxeridae                                               |
|                |                                                             |
|                | Adelgidae                                                   |
|                |                                                             |

|  | Phylloxeridae |
|  |               |
|  | Adelgidae     |
|  |               |

| Phylloxeroidea | \| \| Phylloxeridae \| \| \| \| \| \| Adelgidae \| \| \| \| |
|                | \| \| Phylloxeridae \| \| \| \| \| \| Adelgidae \| \| \| \| |
| Aphidoidea     | Aphididae (áfidos)                                          |
|                | Aphididae (áfidos)                                          |
|                | Phylloxeridae                                               |
|                |                                                             |
|                | Adelgidae                                                   |
|                |                                                             |

|  | Phylloxeridae |
|  |               |
|  | Adelgidae     |
|  |               |

### Interna
|  | Eriosomatinae |
|  |               |
|  | Anoeciinae    |
|  |               |

|          | Macrosiphini                                                                  |
|          |                                                                               |
| Aphidini | \| \| Rhopalosiphina \| \| \| \| \| \| Aphidina (Aphis spp, e.g.) \| \| \| \| |
|          | \| \| Rhopalosiphina \| \| \| \| \| \| Aphidina (Aphis spp, e.g.) \| \| \| \| |
|          | Rhopalosiphina                                                                |
|          |                                                                               |
|          | Aphidina (Aphis spp, e.g.)                                                    |
|          |                                                                               |

|  | Rhopalosiphina             |
|  |                            |
|  | Aphidina (Aphis spp, e.g.) |
|  |                            |

|          | Macrosiphini                                                                  |
|          |                                                                               |
| Aphidini | \| \| Rhopalosiphina \| \| \| \| \| \| Aphidina (Aphis spp, e.g.) \| \| \| \| |
|          | \| \| Rhopalosiphina \| \| \| \| \| \| Aphidina (Aphis spp, e.g.) \| \| \| \| |
|          | Rhopalosiphina                                                                |
|          |                                                                               |
|          | Aphidina (Aphis spp, e.g.)                                                    |
|          |                                                                               |

|  | Rhopalosiphina             |
|  |                            |
|  | Aphidina (Aphis spp, e.g.) |
|  |                            |

|  | Eriosomatinae |
|  |               |
|  | Anoeciinae    |
|  |               |

|          | Macrosiphini                                                                  |
|          |                                                                               |
| Aphidini | \| \| Rhopalosiphina \| \| \| \| \| \| Aphidina (Aphis spp, e.g.) \| \| \| \| |
|          | \| \| Rhopalosiphina \| \| \| \| \| \| Aphidina (Aphis spp, e.g.) \| \| \| \| |
|          | Rhopalosiphina                                                                |
|          |                                                                               |
|          | Aphidina (Aphis spp, e.g.)                                                    |
|          |                                                                               |

|  | Rhopalosiphina             |
|  |                            |
|  | Aphidina (Aphis spp, e.g.) |
|  |                            |

|          | Macrosiphini                                                                  |
|          |                                                                               |
| Aphidini | \| \| Rhopalosiphina \| \| \| \| \| \| Aphidina (Aphis spp, e.g.) \| \| \| \| |
|          | \| \| Rhopalosiphina \| \| \| \| \| \| Aphidina (Aphis spp, e.g.) \| \| \| \| |
|          | Rhopalosiphina                                                                |
|          |                                                                               |
|          | Aphidina (Aphis spp, e.g.)                                                    |
|          |                                                                               |

|  | Rhopalosiphina             |
|  |                            |
|  | Aphidina (Aphis spp, e.g.) |
|  |                            |

|  | Eriosomatinae |
|  |               |
|  | Anoeciinae    |
|  |               |

|          | Macrosiphini                                                                  |
|          |                                                                               |
| Aphidini | \| \| Rhopalosiphina \| \| \| \| \| \| Aphidina (Aphis spp, e.g.) \| \| \| \| |
|          | \| \| Rhopalosiphina \| \| \| \| \| \| Aphidina (Aphis spp, e.g.) \| \| \| \| |
|          | Rhopalosiphina                                                                |
|          |                                                                               |
|          | Aphidina (Aphis spp, e.g.)                                                    |
|          |                                                                               |

|  | Rhopalosiphina             |
|  |                            |
|  | Aphidina (Aphis spp, e.g.) |
|  |                            |

|          | Macrosiphini                                                                  |
|          |                                                                               |
| Aphidini | \| \| Rhopalosiphina \| \| \| \| \| \| Aphidina (Aphis spp, e.g.) \| \| \| \| |
|          | \| \| Rhopalosiphina \| \| \| \| \| \| Aphidina (Aphis spp, e.g.) \| \| \| \| |
|          | Rhopalosiphina                                                                |
|          |                                                                               |
|          | Aphidina (Aphis spp, e.g.)                                                    |
|          |                                                                               |

|  | Rhopalosiphina             |
|  |                            |
|  | Aphidina (Aphis spp, e.g.) |
|  |                            |

|  | Eriosomatinae |
|  |               |
|  | Anoeciinae    |
|  |               |

|          | Macrosiphini                                                                  |
|          |                                                                               |
| Aphidini | \| \| Rhopalosiphina \| \| \| \| \| \| Aphidina (Aphis spp, e.g.) \| \| \| \| |
|          | \| \| Rhopalosiphina \| \| \| \| \| \| Aphidina (Aphis spp, e.g.) \| \| \| \| |
|          | Rhopalosiphina                                                                |
|          |                                                                               |
|          | Aphidina (Aphis spp, e.g.)                                                    |
|          |                                                                               |

|  | Rhopalosiphina             |
|  |                            |
|  | Aphidina (Aphis spp, e.g.) |
|  |                            |

|          | Macrosiphini                                                                  |
|          |                                                                               |
| Aphidini | \| \| Rhopalosiphina \| \| \| \| \| \| Aphidina (Aphis spp, e.g.) \| \| \| \| |
|          | \| \| Rhopalosiphina \| \| \| \| \| \| Aphidina (Aphis spp, e.g.) \| \| \| \| |
|          | Rhopalosiphina                                                                |
|          |                                                                               |
|          | Aphidina (Aphis spp, e.g.)                                                    |
|          |                                                                               |

|  | Rhopalosiphina             |
|  |                            |
|  | Aphidina (Aphis spp, e.g.) |
|  |                            |

|  | Eriosomatinae |
|  |               |
|  | Anoeciinae    |
|  |               |

|          | Macrosiphini                                                                  |
|          |                                                                               |
| Aphidini | \| \| Rhopalosiphina \| \| \| \| \| \| Aphidina (Aphis spp, e.g.) \| \| \| \| |
|          | \| \| Rhopalosiphina \| \| \| \| \| \| Aphidina (Aphis spp, e.g.) \| \| \| \| |
|          | Rhopalosiphina                                                                |
|          |                                                                               |
|          | Aphidina (Aphis spp, e.g.)                                                    |
|          |                                                                               |

|  | Rhopalosiphina             |
|  |                            |
|  | Aphidina (Aphis spp, e.g.) |
|  |                            |

|          | Macrosiphini                                                                  |
|          |                                                                               |
| Aphidini | \| \| Rhopalosiphina \| \| \| \| \| \| Aphidina (Aphis spp, e.g.) \| \| \| \| |
|          | \| \| Rhopalosiphina \| \| \| \| \| \| Aphidina (Aphis spp, e.g.) \| \| \| \| |
|          | Rhopalosiphina                                                                |
|          |                                                                               |
|          | Aphidina (Aphis spp, e.g.)                                                    |
|          |                                                                               |

|  | Rhopalosiphina             |
|  |                            |
|  | Aphidina (Aphis spp, e.g.) |
|  |                            |

|  | Eriosomatinae |
|  |               |
|  | Anoeciinae    |
|  |               |

|          | Macrosiphini                                                                  |
|          |                                                                               |
| Aphidini | \| \| Rhopalosiphina \| \| \| \| \| \| Aphidina (Aphis spp, e.g.) \| \| \| \| |
|          | \| \| Rhopalosiphina \| \| \| \| \| \| Aphidina (Aphis spp, e.g.) \| \| \| \| |
|          | Rhopalosiphina                                                                |
|          |                                                                               |
|          | Aphidina (Aphis spp, e.g.)                                                    |
|          |                                                                               |

|  | Rhopalosiphina             |
|  |                            |
|  | Aphidina (Aphis spp, e.g.) |
|  |                            |

|          | Macrosiphini                                                                  |
|          |                                                                               |
| Aphidini | \| \| Rhopalosiphina \| \| \| \| \| \| Aphidina (Aphis spp, e.g.) \| \| \| \| |
|          | \| \| Rhopalosiphina \| \| \| \| \| \| Aphidina (Aphis spp, e.g.) \| \| \| \| |
|          | Rhopalosiphina                                                                |
|          |                                                                               |
|          | Aphidina (Aphis spp, e.g.)                                                    |
|          |                                                                               |

|  | Rhopalosiphina             |
|  |                            |
|  | Aphidina (Aphis spp, e.g.) |
|  |                            |

|  | Eriosomatinae |
|  |               |
|  | Anoeciinae    |
|  |               |

|          | Macrosiphini                                                                  |
|          |                                                                               |
| Aphidini | \| \| Rhopalosiphina \| \| \| \| \| \| Aphidina (Aphis spp, e.g.) \| \| \| \| |
|          | \| \| Rhopalosiphina \| \| \| \| \| \| Aphidina (Aphis spp, e.g.) \| \| \| \| |
|          | Rhopalosiphina                                                                |
|          |                                                                               |
|          | Aphidina (Aphis spp, e.g.)                                                    |
|          |                                                                               |

|  | Rhopalosiphina             |
|  |                            |
|  | Aphidina (Aphis spp, e.g.) |
|  |                            |

|          | Macrosiphini                                                                  |
|          |                                                                               |
| Aphidini | \| \| Rhopalosiphina \| \| \| \| \| \| Aphidina (Aphis spp, e.g.) \| \| \| \| |
|          | \| \| Rhopalosiphina \| \| \| \| \| \| Aphidina (Aphis spp, e.g.) \| \| \| \| |
|          | Rhopalosiphina                                                                |
|          |                                                                               |
|          | Aphidina (Aphis spp, e.g.)                                                    |
|          |                                                                               |

|  | Rhopalosiphina             |
|  |                            |
|  | Aphidina (Aphis spp, e.g.) |
|  |                            |

|  | Eriosomatinae |
|  |               |
|  | Anoeciinae    |
|  |               |

|          | Macrosiphini                                                                  |
|          |                                                                               |
| Aphidini | \| \| Rhopalosiphina \| \| \| \| \| \| Aphidina (Aphis spp, e.g.) \| \| \| \| |
|          | \| \| Rhopalosiphina \| \| \| \| \| \| Aphidina (Aphis spp, e.g.) \| \| \| \| |
|          | Rhopalosiphina                                                                |
|          |                                                                               |
|          | Aphidina (Aphis spp, e.g.)                                                    |
|          |                                                                               |

|  | Rhopalosiphina             |
|  |                            |
|  | Aphidina (Aphis spp, e.g.) |
|  |                            |

|          | Macrosiphini                                                                  |
|          |                                                                               |
| Aphidini | \| \| Rhopalosiphina \| \| \| \| \| \| Aphidina (Aphis spp, e.g.) \| \| \| \| |
|          | \| \| Rhopalosiphina \| \| \| \| \| \| Aphidina (Aphis spp, e.g.) \| \| \| \| |
|          | Rhopalosiphina                                                                |
|          |                                                                               |
|          | Aphidina (Aphis spp, e.g.)                                                    |
|          |                                                                               |

|  | Rhopalosiphina             |
|  |                            |
|  | Aphidina (Aphis spp, e.g.) |
|  |                            |

|  | Eriosomatinae |
|  |               |
|  | Anoeciinae    |
|  |               |

|          | Macrosiphini                                                                  |
|          |                                                                               |
| Aphidini | \| \| Rhopalosiphina \| \| \| \| \| \| Aphidina (Aphis spp, e.g.) \| \| \| \| |
|          | \| \| Rhopalosiphina \| \| \| \| \| \| Aphidina (Aphis spp, e.g.) \| \| \| \| |
|          | Rhopalosiphina                                                                |
|          |                                                                               |
|          | Aphidina (Aphis spp, e.g.)                                                    |
|          |                                                                               |

|  | Rhopalosiphina             |
|  |                            |
|  | Aphidina (Aphis spp, e.g.) |
|  |                            |

|          | Macrosiphini                                                                  |
|          |                                                                               |
| Aphidini | \| \| Rhopalosiphina \| \| \| \| \| \| Aphidina (Aphis spp, e.g.) \| \| \| \| |
|          | \| \| Rhopalosiphina \| \| \| \| \| \| Aphidina (Aphis spp, e.g.) \| \| \| \| |
|          | Rhopalosiphina                                                                |
|          |                                                                               |
|          | Aphidina (Aphis spp, e.g.)                                                    |
|          |                                                                               |

|  | Rhopalosiphina             |
|  |                            |
|  | Aphidina (Aphis spp, e.g.) |
|  |                            |

|  | Eriosomatinae |
|  |               |
|  | Anoeciinae    |
|  |               |

|          | Macrosiphini                                                                  |
|          |                                                                               |
| Aphidini | \| \| Rhopalosiphina \| \| \| \| \| \| Aphidina (Aphis spp, e.g.) \| \| \| \| |
|          | \| \| Rhopalosiphina \| \| \| \| \| \| Aphidina (Aphis spp, e.g.) \| \| \| \| |
|          | Rhopalosiphina                                                                |
|          |                                                                               |
|          | Aphidina (Aphis spp, e.g.)                                                    |
|          |                                                                               |

|  | Rhopalosiphina             |
|  |                            |
|  | Aphidina (Aphis spp, e.g.) |
|  |                            |

|          | Macrosiphini                                                                  |
|          |                                                                               |
| Aphidini | \| \| Rhopalosiphina \| \| \| \| \| \| Aphidina (Aphis spp, e.g.) \| \| \| \| |
|          | \| \| Rhopalosiphina \| \| \| \| \| \| Aphidina (Aphis spp, e.g.) \| \| \| \| |
|          | Rhopalosiphina                                                                |
|          |                                                                               |
|          | Aphidina (Aphis spp, e.g.)                                                    |
|          |                                                                               |

|  | Rhopalosiphina             |
|  |                            |
|  | Aphidina (Aphis spp, e.g.) |
|  |                            |

|  | Eriosomatinae |
|  |               |
|  | Anoeciinae    |
|  |               |

|          | Macrosiphini                                                                  |
|          |                                                                               |
| Aphidini | \| \| Rhopalosiphina \| \| \| \| \| \| Aphidina (Aphis spp, e.g.) \| \| \| \| |
|          | \| \| Rhopalosiphina \| \| \| \| \| \| Aphidina (Aphis spp, e.g.) \| \| \| \| |
|          | Rhopalosiphina                                                                |
|          |                                                                               |
|          | Aphidina (Aphis spp, e.g.)                                                    |
|          |                                                                               |

|  | Rhopalosiphina             |
|  |                            |
|  | Aphidina (Aphis spp, e.g.) |
|  |                            |

|          | Macrosiphini                                                                  |
|          |                                                                               |
| Aphidini | \| \| Rhopalosiphina \| \| \| \| \| \| Aphidina (Aphis spp, e.g.) \| \| \| \| |
|          | \| \| Rhopalosiphina \| \| \| \| \| \| Aphidina (Aphis spp, e.g.) \| \| \| \| |
|          | Rhopalosiphina                                                                |
|          |                                                                               |
|          | Aphidina (Aphis spp, e.g.)                                                    |
|          |                                                                               |

|  | Rhopalosiphina             |
|  |                            |
|  | Aphidina (Aphis spp, e.g.) |
|  |                            |

|  | Eriosomatinae |
|  |               |
|  | Anoeciinae    |
|  |               |

|          | Macrosiphini                                                                  |
|          |                                                                               |
| Aphidini | \| \| Rhopalosiphina \| \| \| \| \| \| Aphidina (Aphis spp, e.g.) \| \| \| \| |
|          | \| \| Rhopalosiphina \| \| \| \| \| \| Aphidina (Aphis spp, e.g.) \| \| \| \| |
|          | Rhopalosiphina                                                                |
|          |                                                                               |
|          | Aphidina (Aphis spp, e.g.)                                                    |
|          |                                                                               |

|  | Rhopalosiphina             |
|  |                            |
|  | Aphidina (Aphis spp, e.g.) |
|  |                            |

|          | Macrosiphini                                                                  |
|          |                                                                               |
| Aphidini | \| \| Rhopalosiphina \| \| \| \| \| \| Aphidina (Aphis spp, e.g.) \| \| \| \| |
|          | \| \| Rhopalosiphina \| \| \| \| \| \| Aphidina (Aphis spp, e.g.) \| \| \| \| |
|          | Rhopalosiphina                                                                |
|          |                                                                               |
|          | Aphidina (Aphis spp, e.g.)                                                    |
|          |                                                                               |

|  | Rhopalosiphina             |
|  |                            |
|  | Aphidina (Aphis spp, e.g.) |
|  |                            |

|  | Eriosomatinae |
|  |               |
|  | Anoeciinae    |
|  |               |

|          | Macrosiphini                                                                  |
|          |                                                                               |
| Aphidini | \| \| Rhopalosiphina \| \| \| \| \| \| Aphidina (Aphis spp, e.g.) \| \| \| \| |
|          | \| \| Rhopalosiphina \| \| \| \| \| \| Aphidina (Aphis spp, e.g.) \| \| \| \| |
|          | Rhopalosiphina                                                                |
|          |                                                                               |
|          | Aphidina (Aphis spp, e.g.)                                                    |
|          |                                                                               |

|  | Rhopalosiphina             |
|  |                            |
|  | Aphidina (Aphis spp, e.g.) |
|  |                            |

|          | Macrosiphini                                                                  |
|          |                                                                               |
| Aphidini | \| \| Rhopalosiphina \| \| \| \| \| \| Aphidina (Aphis spp, e.g.) \| \| \| \| |
|          | \| \| Rhopalosiphina \| \| \| \| \| \| Aphidina (Aphis spp, e.g.) \| \| \| \| |
|          | Rhopalosiphina                                                                |
|          |                                                                               |
|          | Aphidina (Aphis spp, e.g.)                                                    |
|          |                                                                               |

|  | Rhopalosiphina             |
|  |                            |
|  | Aphidina (Aphis spp, e.g.) |
|  |                            |

|  | Eriosomatinae |
|  |               |
|  | Anoeciinae    |
|  |               |

|          | Macrosiphini                                                                  |
|          |                                                                               |
| Aphidini | \| \| Rhopalosiphina \| \| \| \| \| \| Aphidina (Aphis spp, e.g.) \| \| \| \| |
|          | \| \| Rhopalosiphina \| \| \| \| \| \| Aphidina (Aphis spp, e.g.) \| \| \| \| |
|          | Rhopalosiphina                                                                |
|          |                                                                               |
|          | Aphidina (Aphis spp, e.g.)                                                    |
|          |                                                                               |

|  | Rhopalosiphina             |
|  |                            |
|  | Aphidina (Aphis spp, e.g.) |
|  |                            |

|          | Macrosiphini                                                                  |
|          |                                                                               |
| Aphidini | \| \| Rhopalosiphina \| \| \| \| \| \| Aphidina (Aphis spp, e.g.) \| \| \| \| |
|          | \| \| Rhopalosiphina \| \| \| \| \| \| Aphidina (Aphis spp, e.g.) \| \| \| \| |
|          | Rhopalosiphina                                                                |
|          |                                                                               |
|          | Aphidina (Aphis spp, e.g.)                                                    |
|          |                                                                               |

|  | Rhopalosiphina             |
|  |                            |
|  | Aphidina (Aphis spp, e.g.) |
|  |                            |

|  | Eriosomatinae |
|  |               |
|  | Anoeciinae    |
|  |               |

|          | Macrosiphini                                                                  |
|          |                                                                               |
| Aphidini | \| \| Rhopalosiphina \| \| \| \| \| \| Aphidina (Aphis spp, e.g.) \| \| \| \| |
|          | \| \| Rhopalosiphina \| \| \| \| \| \| Aphidina (Aphis spp, e.g.) \| \| \| \| |
|          | Rhopalosiphina                                                                |
|          |                                                                               |
|          | Aphidina (Aphis spp, e.g.)                                                    |
|          |                                                                               |

|  | Rhopalosiphina             |
|  |                            |
|  | Aphidina (Aphis spp, e.g.) |
|  |                            |

|          | Macrosiphini                                                                  |
|          |                                                                               |
| Aphidini | \| \| Rhopalosiphina \| \| \| \| \| \| Aphidina (Aphis spp, e.g.) \| \| \| \| |
|          | \| \| Rhopalosiphina \| \| \| \| \| \| Aphidina (Aphis spp, e.g.) \| \| \| \| |
|          | Rhopalosiphina                                                                |
|          |                                                                               |
|          | Aphidina (Aphis spp, e.g.)                                                    |
|          |                                                                               |

|  | Rhopalosiphina             |
|  |                            |
|  | Aphidina (Aphis spp, e.g.) |
|  |                            |

|  | Eriosomatinae |
|  |               |
|  | Anoeciinae    |
|  |               |

|          | Macrosiphini                                                                  |
|          |                                                                               |
| Aphidini | \| \| Rhopalosiphina \| \| \| \| \| \| Aphidina (Aphis spp, e.g.) \| \| \| \| |
|          | \| \| Rhopalosiphina \| \| \| \| \| \| Aphidina (Aphis spp, e.g.) \| \| \| \| |
|          | Rhopalosiphina                                                                |
|          |                                                                               |
|          | Aphidina (Aphis spp, e.g.)                                                    |
|          |                                                                               |

|  | Rhopalosiphina             |
|  |                            |
|  | Aphidina (Aphis spp, e.g.) |
|  |                            |

|          | Macrosiphini                                                                  |
|          |                                                                               |
| Aphidini | \| \| Rhopalosiphina \| \| \| \| \| \| Aphidina (Aphis spp, e.g.) \| \| \| \| |
|          | \| \| Rhopalosiphina \| \| \| \| \| \| Aphidina (Aphis spp, e.g.) \| \| \| \| |
|          | Rhopalosiphina                                                                |
|          |                                                                               |
|          | Aphidina (Aphis spp, e.g.)                                                    |
|          |                                                                               |

|  | Rhopalosiphina             |
|  |                            |
|  | Aphidina (Aphis spp, e.g.) |
|  |                            |

## Nomenclatura
Existe cierta discrepancia en la nomenclatura de los taxones que subdividen al grupo. Por ejemplo, en algunos casos se prefiere una denominación de subfamilias, (con sufijo '-inae') a la de familias (sufijo '-idae'). La jerarquización taxonómica es difícil hoy día debido a la gran disparidad de enfoques y a la falta de algunos elementos clave en el registro fósil.